# Brđani i donjani
Brđani i donjani, hrvatski dokumentarni film iz 1969. godine o životu ljudi u delti Neretve. Film prikazije depopulaciju mjesta Vidonje, iseljavanje njegova stanovništva u dolinu Neretve u potrazi za boljim životom.